# Associação Desportiva São Bernardo Futsal
A Associação Desportiva São Bernardo Futsal é um clube de futebol de salão da cidade de São Bernardo do Campo, do estado de São Paulo. Formada com o objetivo de revelar novos jogadores nas equipes regionais, comanda seus jogos no Ginásio Poliesportivo Adib Moyses Dib, em São Bernardo do Campo.